# PKU-registret

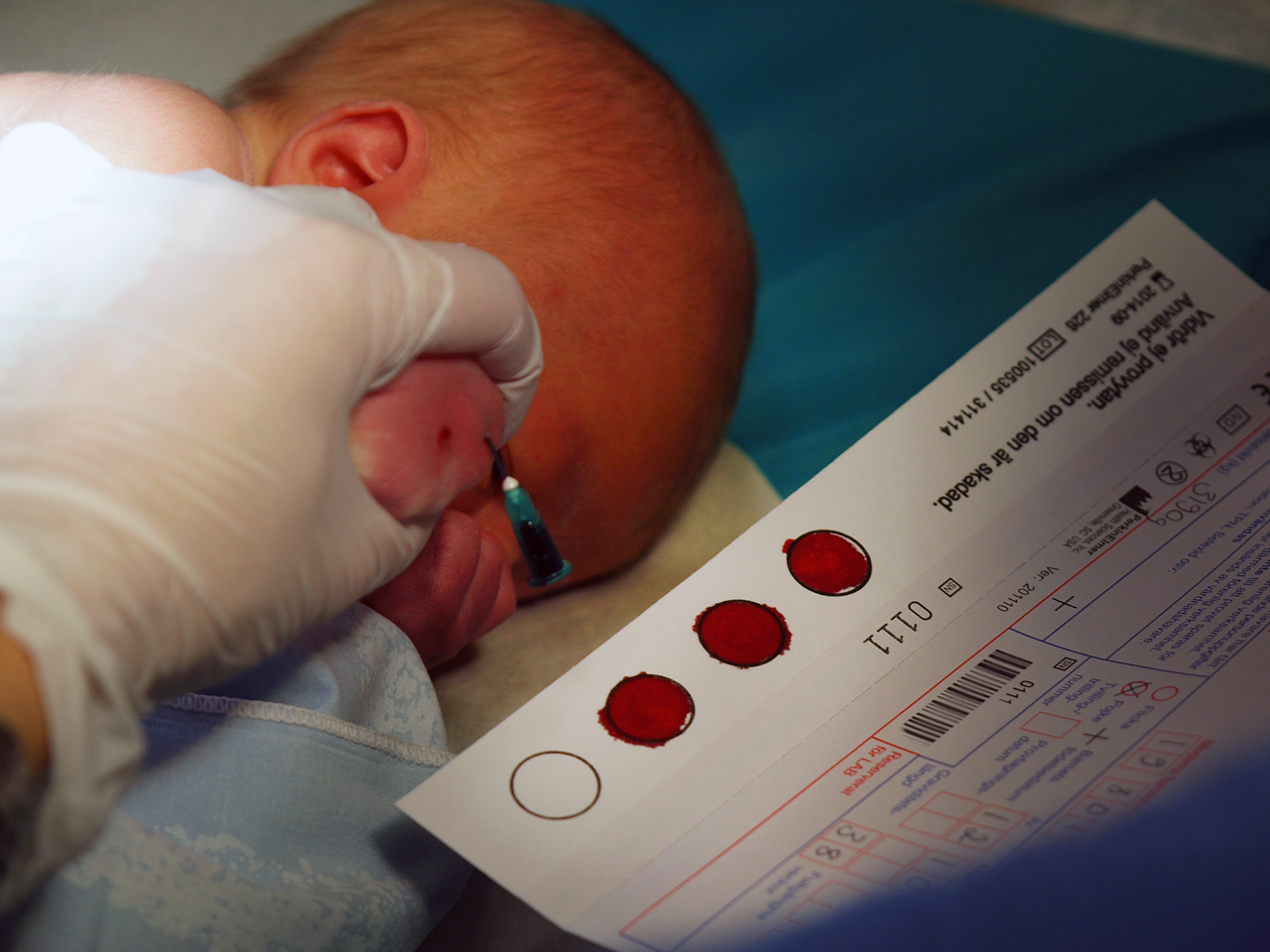
Blodprover till PKU-registret samlas in från ett nyfött barn i Stockholm, 2012. Provet sparas på en läskpappersdel där fyra ringar blod får torka in.

PKU-registret eller PKU-biobanken är en biobank vid Karolinska Universitetssjukhuset där blodprover för barn födda i Sverige 1975 eller senare förvaras för vård och behandling, metodutveckling samt i forskningssyfte; även blodprover för vissa födda på slutet av 1974 ingår. Nyföddhetscreeningen, som kallas, PKU-provet tas på alla nyfödda i Sverige för att diagnostisera ett antal medfödda sjukdomar för vilka det är viktigt att starta behandling tidigt helst innan symptom. Från början ingick det en sjukdom i screeningprogrammet, idag (september 2019) ingår 25. Efter analyserna sparas proverna i en biobank – PKU-biobanken. PKU-biobanken benämns ibland "PKU-registret".
Anledningen till att proven sparas är dels för diagnostik (till exempel för att kunna omanalysera prov om ett barn utvecklar någon av sjukdomarna, att diagnostisera ett äldre syskon eller för att ta reda på om ett sjukdomstillstånd som vid provtagningstillfället inte ingick i screeningprogrammet förvärvats i fosterstadiet), och dels för att användas i utvecklingen av nya och förbättrade tester när en ny sjukdom ska läggas till i nyföddhetsscreeningen.[källa behövs]
Utöver de syften som registret upprättades för, har även polisen fått tillgång till det, vilket har ifrågasatts och lyft frågan om ändamålsglidning. Efter ett uttag av ett prov 2003 (under Anna Lindhs mordutredning), utvecklades en praxis där polisen kan få tillgång till prover i biobanken endast om de först erhåller tillstånd i ett domstolsbeslut. Därefter, från 2003 till 2018, har polisen inte fått tillgång till ett enda prov. Både borgerliga regeringar (regeringen Reinfeldt, 2008) och rödgröna regeringar (regeringen Löfven I, 2016) har tillsatt utredningar för att undersöka om det ska finnas möjlighet för brottsutredande myndigheter att få tillgång till biobanken. Båda utredningarna har lämnat förslaget att prov i PKU-biobanken inte ska få användas i brottsutredningar.
Användningen av PKU-biobanken regleras av Biobankslagen (SFS 2002:297).

## Uppgifter i PKU-biobanken
Provet består från början av en remissdel med uppgifter om vem provet kommer ifrån och en filterpappersdel där fyra ringar blod har fått torka in. När provet anländer till PKU-laboratoriet stämplas både filterpappersdelen och remissdelen med ett och samma diarienummer. Därefter klipps de två delarna isär och förvaras på olika platser. Följande uppgifter finns på remissdelen av provet: Mors namn och födelsenummer och om stämpelbricka har använts även hennes adress och ibland telefonnummer, namn på det sjukhus där barnet är fött och ibland adress och telefonnummer till sjukhuset. Barnets födelsedag eller personnummer, kön, barnets ordning om det är tvilling, trilling eller fyrling. Graviditetens längd i veckor, födelsevikt, samt tidpunkt för provtagningen och barnets ålder i timmar när provet togs.
Sedan november 2005 och framåt är remissuppgifterna införda i ett datasystem för att man lättare ska kunna hitta numret på ett specifikt prov. Det är med hjälp av diarienumret som man sedan kan leta fram ett visst blodprov bland alla proven som förvaras i kyla.
PKU-biobanken är inte ett DNA-register, dvs det finns inget sökbart register med DNA i PKU-biobanken. Det går dock att utvinna DNA-profiler ur blodproven och det kallas ibland för ett DNA-register.

### Värdet av att prov sparas i PKU-biobanken
Det finns sjukdomar som kan ge skador om de drabbar en person redan under fostertiden. Ett exempel är CMV-infektion (av cytomegalovirus). De flesta människor smittas av CMV under barndomen och det passerar förbi som en vanlig infektion med feber eller utan märkbara symtom. Smittas fostret via mamman under graviditeten, det vill säga om mamman drabbas av en CMV-infektion när hon är gravid och överför infektionen till fostret kan det däremot skadas med dövhet och försenad utveckling som resultat. Om ett barn vid något år eller några års ålder visar sig ha en hörselnedsättning, som man misstänker är orsakad av en medfödd CMV-infektion, kan man efter tillstånd från föräldrarna ta fram barnets sparade PKU-prov och undersöka om provet innehåller CMV. Om man vid en sådan undersökning hittar CMV så finner man en förklaring till barnets sjukdom och kan avsluta utredningen.
Ett annat exempel på när det är värdefullt att ha kvar ett PKU-prov är om en screeninganalys behöver göras om för att det uppkommer senare misstanke om att ett barn har någon av sjukdomarna i screeningprogrammet. Sparade prover kan även användas för att diagnostisera ett äldre syskon i de fall det finns en känd diagnos hos det yngre syskonet.
Förutom diagnostik av enskilda personer så behövs sparade prover för att kvalitetssäkra och följa upp screeningprogrammet, för att förbättra metoderna som används för att hitta sjuka barn via screeningprogrammet, för att utveckla helt nya metoder när nya sjukdomar ska läggas till och för medicinsk forskning.  

## Övrig användning och tillgång
Även om biobanken upprättades för diagnostik, metodutveckling och forskning, har den ibland använts i andra syften. Med den ändamålsglidningen finns det risk att föräldrar väljer att inte tillåta att prover tas på sina barn vilket i förlängningen kan resultera i att barn dör i onödan. Det finns även en risk att allmänhetens tillit till register skadas.
Två utredningar (SOU 2010:81 samt SOU 2018:4) har föreslagit att förhållandet mellan biobankslagen och rättegångsbalken ska förtydligas så att det blir explicit att  prov som omfattas av biobankslagen inte får tas i beslag för utredning av brott. Detta eftersom utredningarna har ansett det angeläget att bevara förtroendet för biobankerna samt att behovet av att kunna använda biobanker i brottsutredningssyfte har bedömts vara mycket begränsat. Dessa utredningar har fortfarande inte lett till någon lagändring. Den senaste utredningen ligger för beredning hos Socialdepartementet (Ny Källa B SOU 2018:4).
År 2018 sade Högsta Domstolen (HD) nej till att i en polisutredning få tillgång till prov i biobank. Förtroenden för sjukvårdens biobanker vägde tyngre än polisutredning (Ny Källa C och D, HD dom och artikel).

### Tidig övrig användning
Prover ur PKU-registret har även friat personer från mordmisstanke. Så skedde exempelvis i fallet med mordet på puben Broder Tuck i Stockholm 1998 och ett spädbarnsmord i Gustavsberg 2002.

### Vid Anna Lindh-mordet
PKU-registret blev känt för en bredare allmänhet 2003 i samband med polisens spaning vid Anna Lindh-mordet då polisen trots protester från hälso- och sjukvården hämtade prover från registret och från blodprovet på den redan misstänkte tog de fram en DNA-profil.
Användningen resulterade i att Socialstyrelsen öppnade ett tillsynsärende och fann "att företrädare för sjukhuset hade varit mer tillmötesgående mot polis och åklagare än vad som hade varit nödvändigt utifrån de legala förutsättningarna för beslag".
Många var kritiska och påpekade att föräldrar gett sitt tillstånd till förvaring av sina barns blodprov på villkor att de skulle användas enbart för forskning. Att då låta polisen utnyttja registret sades undergräva förtroendet för sjukvården och andra viktiga samhällsfunktioner samt försämra möjligheterna att upprätta biobanker i framtiden[källa behövs].
Sedan Anna Lindh-mordet 2003 har det funnits en praxis att det minst måste finnas ett domstolsbeslut för att polisen ska få tillgång till prover, och det har sedan dess (2003 till 2018) aldrig hänt.

### Vid tsunamin i Sydostasien 2004
Genom en temporär ändring av biobankslagen kunde prov i PKU-biobanken även användas för att identifiera de svenskar som omkom i tsunamin i Sydostasien 26 december 2004. PKU-biobanken är inte ett sökbart DNA-register men det går att utvinna DNA-profiler ur de enskilda blodproven. Efter Tsunamin visste man för vilka personer man skulle begära ut PKU-prov. Man utvann sedan DNA-profiler ur de enskilda blodproven för att kunna fastställa identiteten på de avlidna 

### Utredningen 2008
2008 tillsatte regeringen Reinfeldt en utredning för att "analysera vilka behov de brottsbekämpande myndigheterna har av att kunna ta vävnadsprover från PKU-biobanken i beslag.", "om detta är lämpligt" och om särskilt skydd i så fall behövs utöver vad som står idag i rättegångsbalken. I media uppstod en debatt om att utredningen skulle kunna leda till en lagändring där prov från 3,3 miljoner svenskar skulle bli tillgängliga för polisen. Folkpartiets arbetsgrupp i integritetspolitik konstaterade "Att ge polisen allmän tillgång till genetiska data för alla personer under 33 år skulle vara ett av de största exempel på ändamålsglidning som inträffat i Sverige".
Utredningen avslutades 29 november 2010 och rekommendationen blev tvärtemot farhågorna ökade regleringar i lagen. Dessa regleringar skulle innebära  att PKU-prov inte skulle kunna användas i brottsutredningar. Lagförslaget uttrycker sig: "[...] förbud mot att vävnadsprover från biobanker som omfattas av biobankslagen används för brottsutredning.". Lagförslaget har inte lett till någon lagändring och en ny utredning tillsattes år 2016. Ibland hävdas i pressen att utträde ur registret skulle kunna komma att bli förbjudet(källa?), men detta fanns ej omnämnt i utredningsdirektiven att utredaren skulle utreda och fanns heller inte med som förslag i slutbetänkandet. PKU-biobanken har som sagt inget register, utan det är en förteckning över vilka mödrars barn som lämnat prov och när.

### Utredningen 2016
Regeringen Löfven tillsatte den 26 maj 2016 en utredning som redovisade sina resultat i januari 2018.
I utredningens direktiv ingick att utreda om sparade prov i biobanker skulle vara tillgängliga även för andra ändamål, dvs om det ska vara tillåtet att använda prover från biobanker i brottsutredningar, om prov i biobanker ska kunna användas för att utreda en vårdskada (en skada av patient som uppkommit i samband med vården enligt patientskadelagen (Ny källa E. patienskadelagen)), vid identifiering av avlidna, samt om prover från avlidna ska kunna användas i faderskapsutredningar (Ny källa F, direktiv).
I media togs frågan upp om registret skulle bli tillgängligt för "brottsutredande ändamål" samt om försäkringsbolag skulle kunna få tillgång till blodproverna. I augusti 2016 rapporterade Ekot att polisen inte skulle ges utökad tillgång till biobanken, men utan att kommentera om försäkringsbolagens tillgång skulle ändras. Detta kan också utläsas i dåvarande statsråd i Socialdepartementet med ansvar för folkhälso-, sjukvårds- och idrottsfrågor (Ny gälla G. Svar Gabriel). I utredningens direktiv ingick dock inte att utreda möjligheten att begära ut prov för att få teckna en försäkring. Det ingick endast möjligheten att få använda prov när det inom vården behöver redas ut om det föreligger en vårdskada (patientskada enligt patientskadelagen) eller inte (Ny källa B, SOU 2018:4).
Försäkringsbolag får i dag dock inte tillgång till prov i PKU-biobanken för att få teckna en försäkring och det finns inte något förslag i utredning att ändra på detta.
Slutbetänkandet från Utredningen om reglering av biobanker lämnades i januari 2018. Utredningen föreslog att det ska tydliggöras i lag att prover ur biobanker ska inte få användas i brottsutredningar eller i faderskapsutredningar men att prover i biobanker ska få användas för att utreda en vårdskada (patientskada enligt patientskadelagen) och för identifiering av avlidna

## Begäran om destruktion av blodprov
Den enskilde kan begära att begränsa hur provet får användas eller få sitt blodprov förstört.